# Mercedes-Benz M 111

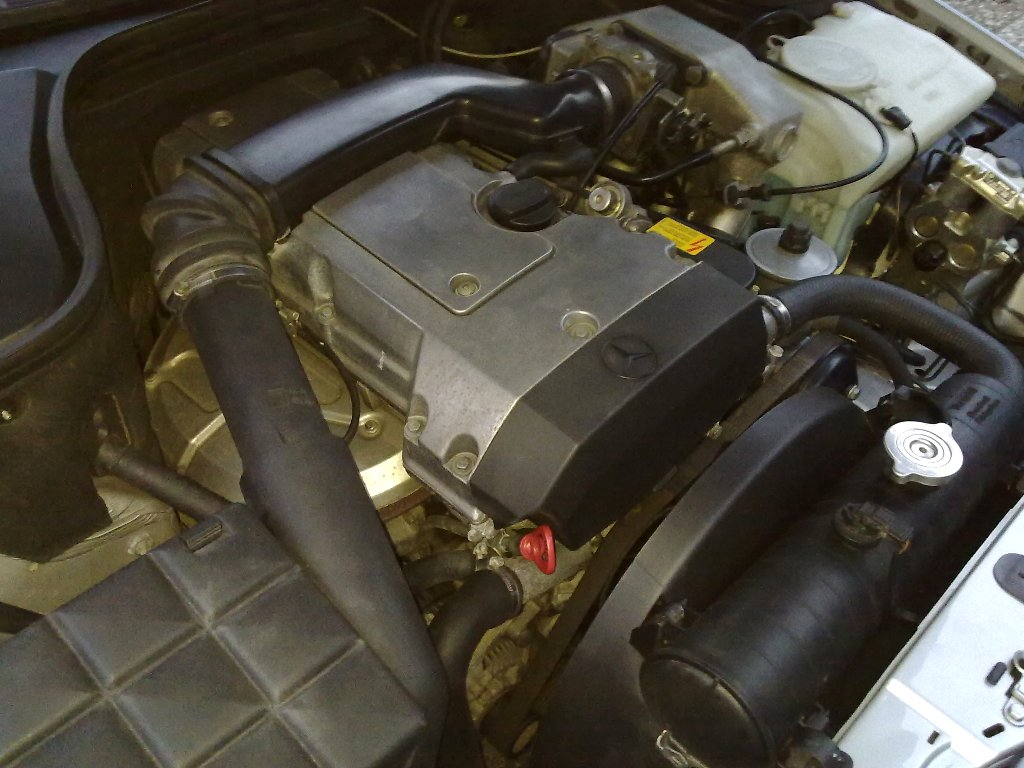
M 111 E 18 Baujahr 1994

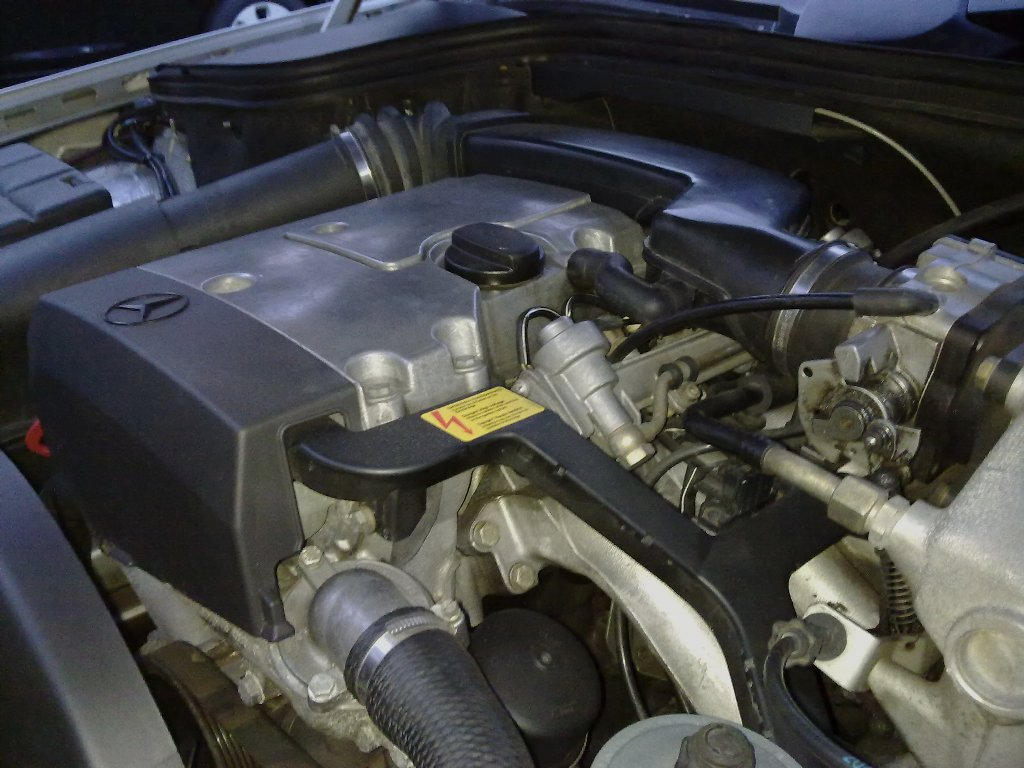
M 111 E 18 Baujahr 1994

Der Motor M 111 von Mercedes-Benz ist ein Ottomotor mit vier Zylindern in Reihe, Vierventiltechnik und elektronisch gesteuerter Einspritzung und Zündung. Er wurde 1992 im 200 E / 220 E als Nachfolger des M 102 vorgestellt, und ab 2002 durch den M 271 abgelöst. Bei der Entwicklung wurde hoher Wert auf die Laufruhe und die Durchzugskraft gelegt. Im Vergleich zum Vorgänger konnte der Kraftstoffverbrauch bei gleichzeitig höherem Drehmoment und gesteigerter Leistung reduziert werden. Eine kontaktlose Zündanlage arbeitet verschleißarm.
Gegenüber dem M 102 war der M 111 kompakter und konnte auf den gleichen Einrichtungen wie die Dieselmotoren gefertigt werden. Bei Nachfrageverschiebungen zwischen Benzin- und Dieselmotoren konnte so schneller reagiert werden. Er hatte wie der Vorgänger einen Motorblock aus Grauguss und einen Zylinderkopf aus Leichtmetall.
Es war der erste Vierzylinder von Mercedes-Benz, der in Großserie mit 4-Ventil-Zylinderkopf ausgerüstet wurde (beim M 102 gab es den nur für die relativ seltenen 190 E 2.3-16 bis 190 E 2.5-16 Evo II). Zwei obenliegende Nockenwellen wurden über eine Doppelrollenkette angetrieben und betätigten die Ventile über Tassenstößel (Hydrostößel). Die meisten Varianten des M 111 hatten auch eine zweistufige Phasenverstellung der Einlassnockenwelle und eine Klopfregelung. Eine elektronische Motorsteuerung führte im Vergleich zum M 102 zu deutlichen Verbrauchssenkungen und die Vierventiltechnik zur Leistungssteigerung. Im Jahr 1995 wurde mit Einführung des E 230 ein überarbeitetes Modell der M 111-Reihe vorgestellt. Im Zuge dessen wurden auch die anderen Motoren modifiziert. Nun erhielten auch das 1,8-Liter-Triebwerk und der 2,0-Liter-Motor eine Einspritzanlage, die das HFM-System mit Heißfilm-Luftmassenmesser statt der seitherigen P-Motorsteuerung einsetzte. Beide Aggregate bekamen außerdem während des Betriebs verstellbare Einlassnockenwellen. Diese war bis dahin dem 2,2-Liter-Motor vorbehalten gewesen.
Es gab den M 111 auch mit Aufladung durch ein Rootsgebläse des Typs Eaton M62, ab 2000 M45, mit bis zu 145 kW (197 PS). Da das Rootsgebläse keine innere Verdichtung hat, kann es bei Teillast kurzgeschlossen werden und widerstandsarm mitlaufen, so dass es in den meisten Situationen wenig Antriebsleistung verbraucht. Es wird nur bei entsprechend hoher Leistungsanforderung – für den Fahrer nahezu unmerklich – zugeschaltet. Dann arbeitet es allerdings mit schlechterem Wirkungsgrad und mehr Geräuschentwicklung als ein Kompressor mit innerer Verdichtung. Da es nur selten zugeschaltet wird, erhöht das den Verbrauch aber nur wenig. Das Geräusch hat man durch sorgfältig abgestimmte Dämpfer in den Griff bekommen. Der im Jahr 1995 auf der IAA vorgestellte C 230 Kompressor war der erste Mercedes mit dieser Technik im M 111. Der Verbrauchsvorteil gegenüber einem gleich starken Motor ohne Aufladung lag bei rund 25 % bei hohem Drehmoment.

## M 111 EVO
Im Jahr 2000 wurde die Baureihe komplett überarbeitet, dabei wurden über 150 Bauteile geändert. Die Baureihe wurde nun M 111 EVO genannt. Einige Änderungen/Neukonstruktionen sind:
- Generator- und Lader-Position um 15 mm angehoben
- überarbeiteter Kurbelgehäuseflansch für neue Schaltgetriebegeneration
- bei den aufgeladenen Motoren kommt der Eaton M45 zum Einsatz. Er zeichnet deutlich verringertes Ladergeräuschspektrum aus. Entfall der Kompressorkupplung (Gewichtsvorteil), beim Vorgängermotor wurde der Kompressor im Leerlauf aus Geräuschgründen vom Antrieb getrennt
- Abgasnorm Euro 4
- veränderte, jetzt sehr kompakte Brennraumform
- deutlich verbesserte Zylinderfüllung
- geänderte Kolbenform zur Erhöhung des Verdichtungsverhältnisses
- gecrackte Pleuel
- Motorfester Luftfilter statt karosseriefester Luftfilter
- Motorsteuerung der Firma Siemens (ME-SIM4)
- Einzelfunkenzündspulen
- Nockenwellensensor am Zylinder 1 im Hinblick auf optimierte Zündung im Kaltlauf und zur Diagnose der Nockenwellenverstellerfunktion
- Blechauspuffkrümmer jetzt mit Luftspaltisolierung und in LSI-Technik
- Geänderte Kurbelgehäuseentlüftung zweiflutig für E 23 ML
- Ein Unterbodenkatalysator mit Lambdaregelsonde am Katalysatoreingang und einer Diagnosesonde hinter Katalysatorausgang.
- Schnellstartfunktion
- deutlich verkürzte Zeitspanne bis zur Betriebsbereitschaft des Katalysatorsystems
- adaptive Leerlaufregelung
- strömungsoptimierte Ein- und Auslasskanäle mit weitestgehend ovalen Querschnitten
- geringere Wandwärmeverluste
- Optimierung von Verbrennungsablauf und auslassseitiger Kühlmittelströmung, dadurch wurde die Temperaturbelastung des Auslassventils deutlich gesenkt
- Optimierung der Kanaleinspritzung: Beim Einlasskanal wurde die Durchflusskennziffer um 5 % verbessert, Verbesserungen in Drehmoment und Leistung
- Im Leerlaufbereich und bei kleinen Motorlasten mehr Laufruhe, weniger zyklische Schwankungen
- Auslassnockenwelle mit Phasing (zeitlich ungleiche Ansteuerung der beiden Ventile)
- Kolbenpositionserkennung für den Zylinder 1 für Schnellstart
- rücklaufloses Kraftstoffsystem, neuer Kraftstoffdruckdämpfer
- völlig neue Einspritzventile (Siemens)
- Eaton Kompressor M45 mit neuer Lagertechnik,
- neue Umluftklappenkonfiguration mit E-Gas-Steller DV-E5 von Bosch mit Lagerückmeldung
- neukonstruierter Ansaugtrakt: Es wurden neue Absorptionsdämpfer als perforierte und gekammerte Dämpfereinsätze aus Kunststoff, spezielle Pulsationsdämpfer und neue Mehrkammerdämpfer eingesetzt, welche den Geräuschpegel senken
- alle unterhalb des Zylinderkurbelgehäuses liegenden Bauteile wurden neu entwickelt
- bombierte Ölwanne mit vergrößerter Wandhöhe und verrippter Struktur
- Ölabweisblech
- Kurbelgehäuseentlüftungssystem
- E-Gas-Steller im Bereich der Regelklappe durch Heizkanal über zugeführtes Kühlwasser beheizt
- Neuer Ölstands-Sensor für den Wartungsrechner ASSYST
- Sekundärlufteinblasung: Luftentnahme nach HFM statt nach Lader
- Einzelzündspulen und zylinderselektive, adaptive Klopfregelung, zylinderindividuelle Einspritzung und adaptive Lambdaregelung
- On-Board-Diagnose (OBD-II): Es werden alle abgasrelevanten Komponenten auf korrekte Funktion überwacht
- Tempomat und Tempo-Limiter
- Iridium-Zündkerzen (auf 100.000 km erhöhtes Wechselintervall)
- das Rad auf der Auslassnockenwelle, das Rad im Nockenwellenversteller, das Kurbelwellenrad und die Spur der Ölpumpenkette auf der Kurbelwelle sind zur Geräuschdämmung gummiert
- Verrippungen auf dem Kurbelgehäuse
- angepasste und versteifte Flanschverbindung zum neuen Schaltgetriebe (NSG)
- Schwingungsoptimierung durch Entkopplungen an Systemen hinsichtlich geringerem Körper- oder Luftschall (Egas und Umluftsteller)

## Daten
| Verkaufsbezeichnung          | Motortyp          | Hubraum          | Bohrung × Hub  | Leistung bei (1/min)     | Drehmoment bei (1/min) | Aufladung  | Bauzeit   |
| ---------------------------- | ----------------- | ---------------- | -------------- | ------------------------ | ---------------------- | ---------- | --------- |
| 180                          | M 111 E 18        | 1,8 l (1799 cm³) | 85,3 × 78,7 mm | 90 kW (122 PS) bei 5500  | 170 Nm bei 4200        | ohne       | 1993–1997 |
| 180                          | M 111 E 18        | 1,8 l (1799 cm³) | 85,3 × 78,7 mm | 90 kW (122 PS) bei 5500  | 170 Nm bei 3700        | ohne       | 1997–2000 |
| 180                          | M 111 E 20 EVO    | 2,0 l (1998 cm³) | 89,9 × 78,7 mm | 95 kW (129 PS) bei 5500  | 185 Nm bei 3500        | ohne       | 2000–2002 |
| 200, 113                     | M 111 E 20        | 2,0 l (1998 cm³) | 89,9 × 78,7 mm | 95 kW (129 PS) bei 5100  | 186 Nm bei 3600        | ohne       | 1996–2006 |
| 200                          | M 111 E 20        | 2,0 l (1998 cm³) | 89,9 × 78,7 mm | 100 kW (136 PS) bei 5500 | 190 Nm bei 4000        | ohne       | 1992–1997 |
| 200                          | M 111 E 20        | 2,0 l (1998 cm³) | 89,9 × 78,7 mm | 100 kW (136 PS) bei 5500 | 190 Nm bei 3700        | ohne       | 1997–2000 |
| 200 Kompressor               | M 111 E 20 ML     | 2,0 l (1998 cm³) | 89,9 × 78,7 mm | 132 kW (180 PS) bei 5400 | 250 Nm bei 2500–4800   | Kompressor | 1995–1996 |
| 200 Kompressor               | M 111 E 20 ML     | 2,0 l (1998 cm³) | 89,9 × 78,7 mm | 137 kW (186 PS) bei 5400 | 270 Nm bei 2500–4800   | Kompressor | 1996–2000 |
| 200 Kompressor               | M 111 E 20 ML EVO | 2,0 l (1998 cm³) | 89,9 × 78,7 mm | 120 kW (163 PS) bei 5300 | 230 Nm bei 2500–4800   | Kompressor | 2000–2004 |
| 220                          | M 111 E 22        | 2,2 l (2199 cm³) | 89,9 × 86,6 mm | 110 kW (150 PS) bei 5500 | 210 Nm bei 4000        | ohne       | 1992–1996 |
| 230, 114, 214, 314, 414, 2.3 | M 111 E 23        | 2,3 l (2295 cm³) | 90,9 × 88,4 mm | 105 kW (143 PS) bei 5000 | 210 Nm bei 4000        | ohne       | 1996–1999 |
| 230, 114, 214, 314, 414, 2.3 | M 111 E 23        | 2,3 l (2295 cm³) | 90,9 × 88,4 mm | 105 kW (143 PS) bei 5000 | 215 Nm bei 3500        | ohne       | 1999–2006 |
| 230                          | M 111 E 23        | 2,3 l (2295 cm³) | 90,9 × 88,4 mm | 110 kW (150 PS) bei 5400 | 220 Nm bei 3700        | ohne       | 1995–1997 |
| 230                          | M 111 E 23        | 2,3 l (2295 cm³) | 90,9 × 88,4 mm | 110 kW (150 PS) bei 5400 | 220 Nm bei 3800        | ohne       | 1997–2000 |
| 230 Kompressor               | M 111 E 23 ML     | 2,3 l (2295 cm³) | 90,9 × 88,4 mm | 142 kW (193 PS) bei 5300 | 280 Nm bei 2500–4800   | Kompressor | 1995–2000 |
| 230 Kompressor               | M 111 E 23 ML EVO | 2,3 l (2295 cm³) | 90,9 × 88,4 mm | 145 kW (197 PS) bei 5500 | 280 Nm bei 2500–5000   | Kompressor | 2000–2004 |

## M 111.975 (230 KE 23 ML) Änderungen/Modifikationen im Vergleich zum Sauger M 111
- Verringerung der Kühlschlitze zwischen den Zylindern von 1,6 auf 1,2 mm zur Verbesserung des Dichtverhaltens im Stegbereich
- Einsatz einer Zylinderkopfdichtung mit Brennraumeinfassung aus Edelstahl
- Geräuschereduzierung durch Rippenverstärkung des Kurbelgehäuses
- Verwendung angepasster Kolben aus wärmebeständiger Legierung mit höherem Kupfer- und Nickelgehalt sowie Verstärkung der Kolbenböden
- Einsatz natriumgekühlter Auslassventile
- Anpassung des Be-/Entlüftungssystems des Kurbelgehäuses
- Einsatz einer im Betrieb verstellbaren Einlassnockenwelle
- Motorlager rechts verstärkt
- Hauptölkanal mit Bohrungen zur Aufnahme der Ölspritzdüsen versehen
- Zylinderkopfhaube: Niedrigere Bauhöhe im hinteren Bereich
- Kolbenkühlung: Die Kolbenspritzdüsen sind in Anschlussbohrungen zum Hauptölkanal eingepresst
- Kühlmittelpumpe wegen zweiter Riemenebene um 29,5 mm verlängert
- Kolben erhält eine Mulde, bedingt durch das kompressortypisch niedrigere Verdichtungsverhältnis
- Andere Nockenwellen-Kennzahlen und Steuerzeiten
- Krümmer in Doppelschaltenausführung einflutig
- Katalysator dem höheren Gasdurchsatz angepasst

## Einsatz
C-Klasse (W/S 202)
- C 180 - M 111 E 18 (90 kW) 1993–2001
- C 180 (nur als T-Modell) - M 111 E 20 EVO (95 kW) 2000–2001
- C 200 - M 111 E 20 (100 kW) 1993–2000
- C 200 Kompressor (nicht in Deutschland erhältlich) - M 111 E 20 ML (132 kW) 1995–1996
- C 200 Kompressor (nicht in Deutschland erhältlich) - M 111 E 20 ML (141 kW) 1996–2000
- C 200 Kompressor (nur als T-Modell) - M 111 E 20 ML EVO (120 kW) 2000–2001
- C 220 - M 111 E 22 (110 kW) 1993–1996
- C 230 - M 111 E 23 (110 kW) 1996–1997
- C 230 Kompressor - M 111 E 23 ML (142 kW) 1995–2000

C-Klasse (W/S 203)
- C 180 - M 111 E 20 EVO (95 kW) 2000–2002
- C 200 Kompressor - M 111 E 20 ML EVO (120 kW) 2000–2002

C-Klasse Sportcoupé (CL 203)
- C 180 - M 111 E 20 EVO (95 kW) 2001–2002
- C 200 Kompressor - M 111 E 20 ML EVO (119 kW) 2001–2002
- C 230 Kompressor - M 111 E 23 ML EVO (145 kW) 2001–2002

CLK-Klasse (C/A 208)
- CLK 200 - M 111 E 20 (100 kW) 1997–2000
- CLK 200 Kompressor (nicht in Deutschland erhältlich) - M 111 E 20 ML (141 kW) 1997–2000
- CLK 200 Kompressor - M 111 E 20 ML EVO (120 kW) 2000–2003
- CLK 230 Kompressor - M 111 E 23 ML (142 kW) 1997–2000
- CLK 230 Kompressor - M 111 E 23 ML EVO (145 kW) 2000–2003

SLK-Klasse (R 170)
- SLK 200 - M 111 E 20 (100 kW) 1996–2000
- SLK 200 Kompressor (nicht in Deutschland erhältlich) - M 111 E 20 ML (141 kW) 1996–2000
- SLK 200 Kompressor - M 111 E 20 ML EVO (119 kW) 2000–2004
- SLK 230 Kompressor - M 111 E 23 ML (142 kW) 1996–2000
- SLK 230 Kompressor - M 111 E 23 ML EVO (145 kW) 2000–2004

E-Klasse (W/S/C/A 124)
- 200 E - M 111 E 20 (100 kW) 1992–1993
- E 200 - M 111 E 20 (100 kW) 1993–1997
- 220 E - M 111 E 22 (110 kW) 1992–1993
- E 220 - M 111 E 22 (110 kW) 1993–1997

E-Klasse (W/S 210)
- E 200 - M 111 E 20 (100 kW) 1995–2000
- E 200 Kompressor (nicht in Deutschland erhältlich) - M 111 E 20 ML (141 kW) 1997–2000
- E 200 Kompressor - M 111 E 20 ML EVO (120 kW) 2000–2003
- E 230 - M 111 E 23 (110 kW) 1995–1998

M-Klasse (W 163)
- ML 230 - M 111 E 23 (105 kW) 1997–2000

V-Klasse, Vito (W 638)
- V 200, Vito 113 - M 111 E 20 (95 kW) 1996–2003
- V 230, Vito 114 - M 111 E 23 (105 kW) 1996–2003

Sprinter (W 901–905)
- 214 / 314 / 414 - M 111 E 23 (105 kW) 1995–2006

VW LT
- 2.3 - M 111 E 23 (105 kW) 1996–2001